# Бъди щастлива Ани
„Бъди щастлива, Ани!“ е български игрален филм (комедия) от 1961 година на режисьора Владимир Янчев, по сценарий на Валентин Ежов и Банчо Банов. Оператор е Бончо Карастоянов. Музиката във филма е композирана от Петър Ступел. В главните роли участват Невена Коканова и Коста Цонев. Художник на филма е Неделчо Нанев. Музиката се изпълнява от Софийската държавна филхармония с диригент Емил Георгиев. Филмът е любовна история и действието се развива по време на социализма в България.

## Сюжет
Ани (Невена Коканова) е шофьор на летище София и е определена да придружи съветския летец Андрей Петрович на екскурзия из страната, за да го запознае с различните забележителности. Приятелят на Ани, Боян (Коста Цонев) започва да ревнува и между тях възникват различни драматични и комични ситуации. Андрей Петрович се досеща, че може да попречи на младите и затова се прави на болен, като междувременно прочита всичко за местата, които са предвидени в екскурзията. В края на филма Ани и Боян сключват брак, а съветският летец си заминава за родината щастлив.
Яко Молхов във вестник „Народна култура“, бр. 17 от 24 април 1961 г., пише за филма:
„Режисьорът Владимир Янчев показва и усет за комичното в живота, и умение да го поднесе на зрителя. Филмът протича в лек ритъм, неусетно и приятно. Най-доброто постижение на Янчев е сполучливият избор на актьорите... Василий Меркуриев в ролята на летеца налага непринудено своята естественост на своите партньори. Невена Коканова, позната ни със своята непринуденост и простота, тук наистина живее, а не представлява своята Ани. В усилията си към жанрово разнообразие нашата кинематография постигна още един успех. Филмът „Бъди щастлива, Ани!” ще разведри нашия зрител.”

## Състав

### Актьорски състав
| В ролите:                         |                                            |
| Роля                              | Изпълнител                                 |
| --------------------------------- | ------------------------------------------ |
| Ани                               | Невена Коканова                            |
| Андрей Петрович, съветският летец | Василий Меркуриев /народен артист на СССР/ |
| Боян                              | Коста Цонев                                |
| Здравко                           | Анани Явашев                               |
| Живко                             | Асен Кисимов                               |
| Стефанов, началникът на летците   | Веселин Василев                            |
| Соня, сестрата на Ани             | Леда Тасева                                |
| Председателя Стоян Дончев         | Петко Карлуковски                          |
| Лекарката                         | Лили Попиванова                            |
| Учителката                        | Стефка Кацарска                            |
| Уредничка на музея                | Мирослава Стоянова                         |
| В епизодите:                      |                                            |
| Кунка Баева                       | жената с доматите                          |
| Иван Обретенов                    | бръснещият се мъж                          |
| Георги Раданов                    |                                            |
| Динко Динев                       | пилот                                      |
| Яким Михов                        |                                            |
| Никола Анастасов                  | пилот                                      |
| Георги Карев                      |                                            |
| Йорданка Кузманова                |                                            |
| Стоян Стойчев                     | бръснарят                                  |
| П. Иванов                         |                                            |
| Н. Данилов                        |                                            |
| Е. Ненчев                         |                                            |
| Е. Боровишки                      |                                            |
| В. Димитров                       |                                            |
| Л. Захова                         |                                            |
| С. Берова                         |                                            |

### Творчески и технически състав
| Сценарий           | Валентин Ежов Банчо Банов                                                 |
| Режисьор           | Владимир Янчев                                                            |
| Оператор           | Бончо Карастоянов Втори оператор: Георги Славчев                          |
| Художник           | Неделчо Нанев Костюми: Вики Бениеш                                        |
| Музика             | Петър Ступел                                                              |
| Звукооператор      | Георги Кръстев                                                            |
| Архитект           | Виолета Теллалова                                                         |
| Асистент-режисьор  | Петър Каишев                                                              |
| Асистент-оператор  | Иван Велчев                                                               |
| Монтаж             | Донка Димчева                                                             |
| Грим               | Лили Ламбрева                                                             |
| Директор           | Димитър Гьошев                                                            |
| Музиката изпълнява | Софийската държавна филхармония Диригент: Емил Георгиев                   |
| Distributed by     | Национален филмов център Студия за игрални филми – София Copyright © 1960 |